# Міграційна політика
Міграці́йна полі́тика — цілеспрямована діяльність держави, пов'язана з регулюванням та контролюванням міграційних процесів, а також сукупність засобів для її реалізації та досягнення.
Завжди двоаспектна: направлена на запобігання виїзду резидентів і створення необхідних умов та стимулів для повернення мігрантів.

Властивості : 
1. Істотно впливає на стан трудового потенціалу 
2. Є складовою частиною демографічної політики 
3. Широкомасштабна міграція негативно позначається шлюбності і народжуваності 
4. Негативно впливає на формування трудового потенціалу

## СРСР
У СРСР проводилася політика керованих міграцій (вербування, депортація, рееміграція тощо), зокрема у райони з промисловим потенціалом, — наприклад на Донбас, Кривбас. Так, керовані зовнішні міграції (мобілізації, депортації тощо) у 1952–59 роки в Луганську і Сталінську (нині Донецьку) області становили понад 4,6 млн чол.
Див. ще: комсомольська стройка